# 埃尔托罗
埃尔托罗，是西班牙瓦伦西亚自治区卡斯特利翁省的一个市镇。总面积110平方公里，总人口291人（2001年），人口密度3人/平方公里。